# فولفغانغ بلوم
فولفغانغ بلوم (بالألمانية: Wolfgang Blum)‏ هو مغني نمساوي، ولد في 17 يناير 1961.